# Aedes galloisi
Aedes galloisi är en tvåvingeart som beskrevs av Yamada 1921. Aedes galloisi ingår i släktet Aedes och familjen stickmyggor. Inga underarter finns listade i Catalogue of Life.